# Edith Woodford-Grimes
Edith Rose Woodford-Grimes (Malton, 18 dicembre 1887 – Welwyn Garden City, 28 ottobre 1975) è stata una sacerdotessa britannica della wicca, appartenente alla New Forest Coven: studi storici degli anni novanta del XX secolo la identificano come Dafo.
Con Gerald Gardner è considerata tra le rifondatrici della wicca. 

## Biografia
Nacque come Edith Rose Wray il 18 dicembre del 1887 in una casa di Malton, nel nord dello Yorkshire, nei pressi della quale si trovava una fonte ritenuta dalle proprietà magiche e guaritrici. Il 20 giugno del 1920 sposò Samuel William Woodford Grimes, di professione impiegato, proveniente dall'India. Com'era convenzione, al momento del matrimonio, lasciò la sua professione di insegnante. I rapporti con il marito non furono mai idilliaci. Dopo la nascita della loro unica figlia, Rosanne, i due si separarono. La bambina rimase con la madre, che riprese a insegnare: dal 1924 la troviamo infatti come insegnante di inglese, dizione, musica e drammaturgia.
Dal 1922 al 1937 visse nella stessa via della famiglia Mason, a Southampton, venendo notevolmente coinvolta nelle loro attività esoteriche e diventando anche lei una co-massone. Nel 1938 si spostò a Christchurch, nei pressi del Teatro Rosacrociano, del quale fu un attivo membro e dove incontrò Gardner per la prima volta, rimanendogli intima amica per il resto della vita.
Nell'agosto del 1940, il giorno delle nozze, mancando il padre, fu proprio Gardner a portare all'altare Rosanne.

### Dafo
La corrispondenza privata intercorsa tra Edith Rose Woodford-Grimes e Gardner, e tra quest'ultimo e altri, permise ai ricercatori di identificarla con sicurezza con Dafo o Daffo, che fu una delle prime aderenti conosciute al wica cult ed è ritenuta l'alta sacerdotessa che nel 1939 iniziò Gardner. Dafo fu anche presente all'iniziazione di Doreen Valiente, che si tenne in casa sua e la rivide poi solamente in poche occasioni, di sfuggita. Poiché Gardner non chiamò mai Edith con il soprannome di Dafo in presenza della Valiente, quest'ultima arrivò anche ad ipotizzare che Dafo ed Old Dorothy potessero essere la stessa persona, ma lo storico Heselton ha dimostrato quanto in realtà fossero due donne distinte. Tutto il mistero riguardante chi potessero essere Dafo e Old Dorothy, risolto solo recentemente, è probabilmente dovuto al fatto che proprio Edith volesse mantenere la sua privacy e richiese esplicitamente a Gardner di non rivelare la sua identità e la sua correlazione con il "culto wica".
L'origine del nome Dafo è sconosciuta. Philip Heselton ha ipotizzato che più che il suo nome da strega, fosse un soprannome scherzoso che le venne dato da Gardner stesso, in ricordo di una gigantesca statua di Buddha, presente in Oriente, che aveva un nome simile.
I rapporti tra la Woodford-Grimes e Gardner furono sempre molto stretti, tanto che alcuni storici hanno ipotizzato che andassero ben oltre la semplice amicizia. Lo stesso Gardner confessò una volta, a proposito di come entrò nella wicca e di come fosse strettamente legato ad alcuni suoi membri: «Mi innamorai di una strega, quando facevamo insieme la sorveglianza contro gli incendi durante la guerra». Comunque sia, grazie ai registri di navigazione, è provato che la Woodford-Grimes accompagnò Gardner in diversi dei viaggi invernali, che egli, per motivi di salute, era solito fare verso paesi più caldi.
Quando Gardner fondò la Bricket Wood Coven sul finire degli anni quaranta, Dafo lo seguì e inizialmente lo appoggiò, per poi distaccarsene nel 1952, temendo la troppa pubblicità che Gardner perseguiva. Rimase comunque per lui un punto di riferimento e anche il contatto con i membri della New Forest Coven.